# Une vie pour le tsar
Une vie pour le tsar (en russe : Жизнь за царя) est un opéra russe du XIXe siècle en quatre actes et un épilogue composé en 1836 par Mikhaïl Glinka, sur un livret d'Yegor Rosen et Vassili Joukovski. L'œuvre s'inspire de la légende du héros national russe Ivan Soussanine, devenue une pierre angulaire de la propagande tsariste, dont Kondrati Ryleïev avait déjà tiré un poème, glorifiant ses exploits. La base historique de l'intrigue est le sacrifice d'Ivan Soussanine, un héros patriote du début du XVIIe siècle qui lors de l'expulsion de l'armée d'invasion polonaise a donné sa vie pour le Tsar Mikhail (Michel Ier) nouvellement élu en 1613, le premier de la dynastie Romanov.

## Histoire de la composition
L'intrigue de Une vie pour le Tsar avait été utilisée plus tôt en 1815, lorsque Catterino Cavos, un compositeur italo-russe, avait écrit un Singspiel en deux actes avec le même sujet et le même titre. Le titre original de l'opéra devait être Ivan Soussanine, d'après le nom du héros, mais après que le tsar Nicolas Ier ait assisté à une répétition, Glinka a changé le titre en Une Vie pour le Tsar comme un geste de remerciement. Ce titre a été retenu dans l'Empire russe.
En 1924, sous le nouveau régime soviétique, il est monté sous le titre le Marteau et la Faucille, mais la production n'a pas été un succès et a été abandonnée. Le 26 février 1939, l'opéra a été remonté sous le titre que Glinka avait initialement choisi, Ivan Soussanine.
Glinka et les écrivains avec qui il était associé ont choisi, dans Soussanine, un héros du nationalisme russe bien adapté à l'humeur du moment. L'opéra a été immédiatement salué comme un grand succès, et est devenu obligatoire pour l'ouverture des saisons des théâtres d'opéra impériaux russes. Une vie pour le Tsar occupe une place importante dans le théâtre musical russe, car il est le premier opéra russe à gagner une place permanente dans le répertoire. Il a été aussi l'un des premiers opéras russes à être connus en dehors de la Russie.

## Historique des représentations
L'opéra a été créé le 9 décembre 1836  au Théâtre Bolchoï Kamenny à Saint-Pétersbourg sous la direction de Catterino Cavos avec des décors d'Andrei Roller et en présence du tsar Nicolas Ier. L'œuvre remporta un grand succès, qui fit de Glinka le « premier compositeur russe ». La première à Moscou a eu lieu le 7 septembre (vieux style) 1842 dans une nouvelle production avec des décors de Serkov et Shenyang.
En 1913, lors du tricentenaire de la maison Romanov, qui donna lieu à d'innombrable festivités à travers la Russie, l'opéra Une vie pour le tsar fut repris pour célébrer l'empereur Nicolas II et la dynastie Romanov.
Pendant la période soviétique, l’opéra fut officiellement renommé du nom de son personnage principal, Ivan Soussanine, et l’accent fut mis sur l’échec des Polonais, plutôt que sur la préservation de la vie du tsar. L’œuvre retrouva son titre original après la disparition de l’Union soviétique.

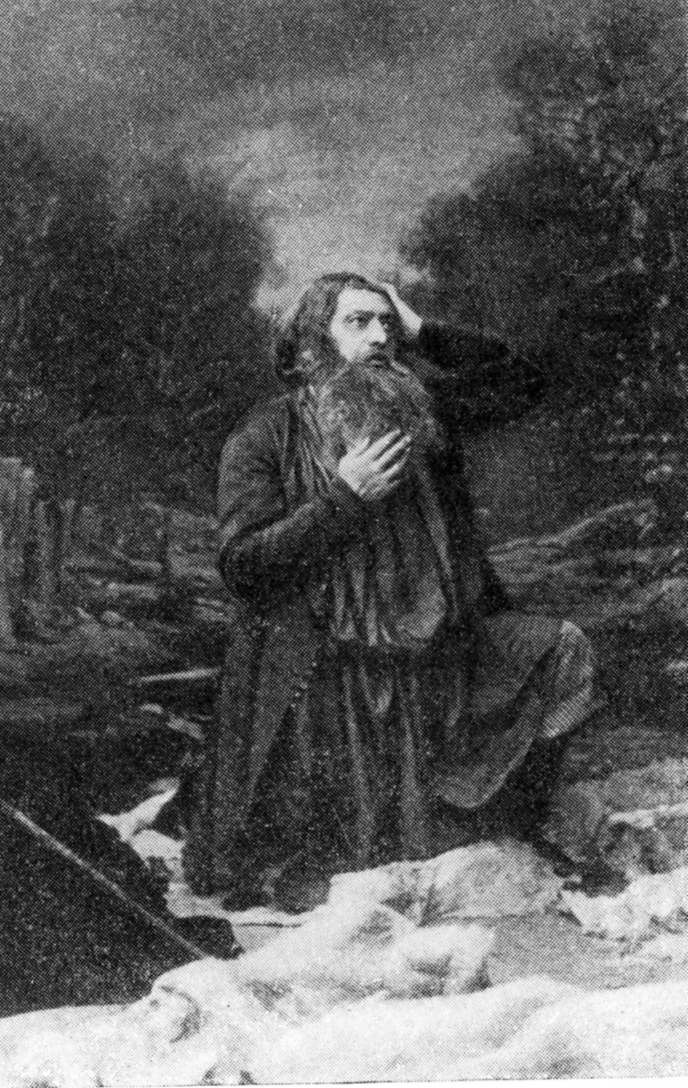
Osip Petrov dans le rôle de Soussanine
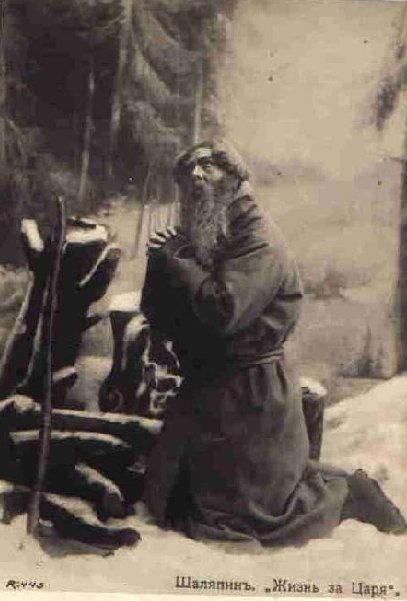
Fédor Chaliapine dans le rôle de Soussanine
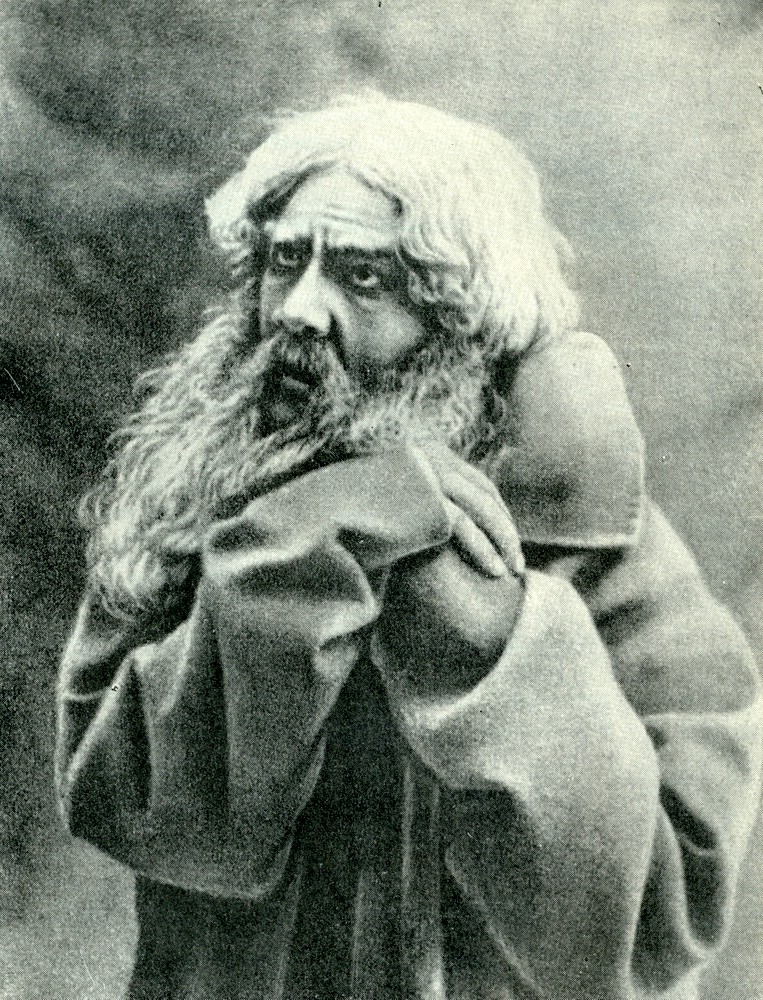
Fédor Chaliapine dans le rôle de Soussanine

Hors de Russie, l'opéra a été donné
- 1874 : création à la Scala de Milan
- 1881 : théâtre privé du baron Derwies, à Nice, dans une version italienne
- 1887 : à Covent Garden
- 1890 : Opéra de Nice
- 1896 : Nouveau Théâtre à Paris
- 1940 : Staatsoper de Berlin, avec Cebotari, Roswaenge, Prohaska
- 1959 : la Scala, avec Scoot, Raimondi, Christov
- 1967 : San Carlo de Naples, avec Adiana Maliponte, Giorgio Lamberti, Christov

## Historique des publications
- 1857, partition voix-piano, sous le titre Une vie pour le tsar, Stellovsky, Saint-Pétersbourg
- 1881, partition complète, as Une vie pour le tsar, Stellovsky, St. Petersburg
- 1907, nouvelle édition par Rimski-Korsakov et Glazounov, Belaïev, Leipzig
- 1942, sous le titre Ivan Soussanine, Muzgiz
- 1949, sous le titre Ivan Soussanine, Muzgiz
- 1953, sous le titre Ivan Soussanine, Muzgiz

## Rôles
| Rôle                                                                                         | Voix      | Création, Saint-Pétersbourg 27 novembre (Vieux style) (9 décembre, NS) 1836 (chef: Catterino Cavos) | Création à Moscou 7 septembre (Nouveau Style) 1842 (chef: Ivan Iogannis ) |
| -------------------------------------------------------------------------------------------- | --------- | --------------------------------------------------------------------------------------------------- | ------------------------------------------------------------------------- |
| Ivan Soussanine, un paysan du village de Domnino                                             | basse     | Ossip Petrov                                                                                        | Dmitriy Kurov                                                             |
| Antonida, sa fille                                                                           | soprano   | Maria Matveïevna Stepanova                                                                          | Mariya Leonova                                                            |
| Vanya, fils adoptif de Soussanine                                                            | contralto | Anna Petrova-Vorobiova                                                                              | Anfisa Petrova                                                            |
| Bogdan Sobinine, un militaire, fiancé d'Antonida                                             | ténor     | Lev Leonov                                                                                          | Alexandre Bantïchev                                                       |
| Commandant du détachement polonais                                                           | basse     | Sergueï Baïkov                                                                                      |                                                                           |
| Un courrier polonais                                                                         | ténor     | I. Makarov                                                                                          |                                                                           |
| Commandant du détachement russe                                                              | basse     | Alekseï Iefremov                                                                                    |                                                                           |
| Chœur et rôles muets: Paysans et paysannes, militaires, nobles polonais et dames, serviteurs |           | |                                                                           |

## Synopsis

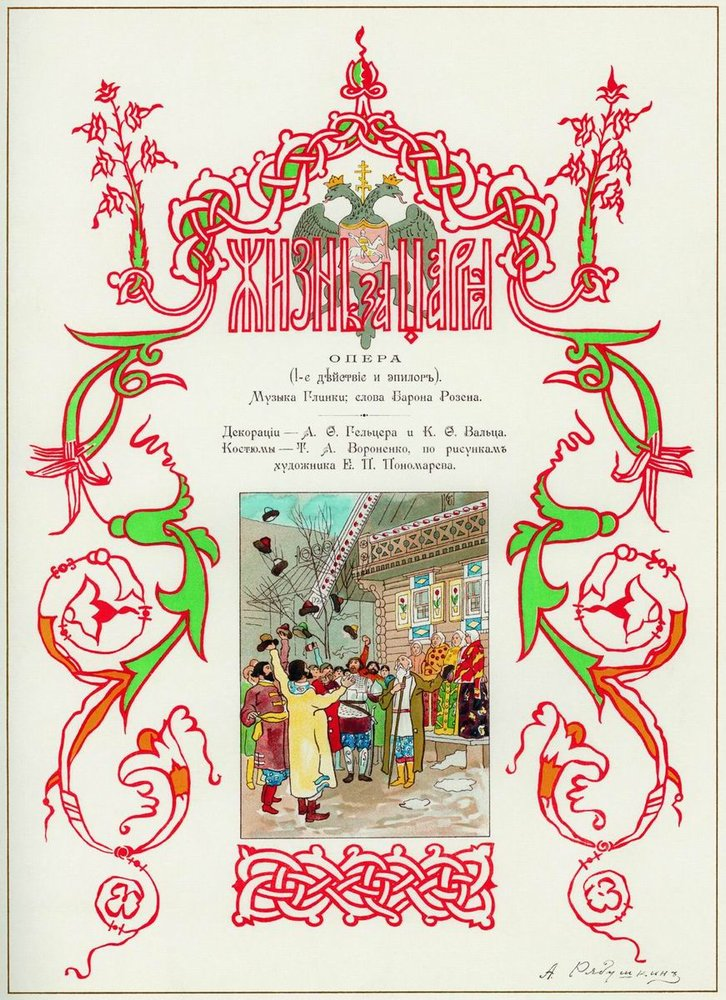
Affiche d'Andreï Riabouchkine

Époque: L'automne 1612 et l'hiver 1613

### Acte 1
Le village de Domnino
Les paysans célèbrent le retour imminent de la guerre de Sobinine. Sa fiancée Antonida est impatiente d'épouser Sobinine. Soussanine apporte de mauvaises nouvelles : l'armée polonaise avance sur Moscou. Sobinine arrive et annonce que les Polonais ont été repoussés. Il veut hâter son mariage, mais Soussanine refuse de donner son accord tant que la Russie n'a pas un tsar. Quand Sobinine l'informe que le Grand Conseil à Moscou a choisi un tsar, leur propriétaire Romanov, Soussanine accepte et tout le monde fait la fête.

### Acte 2
Pologne
Dans une salle somptueuse, la noblesse célèbre la domination polonaise sur les Russes en chantant et en dansant. Soudain, un messager arrive, avec la nouvelle que Mikhail Romanov a été choisi comme le tsar de Russie et qu'il est maintenant dans la clandestinité. Les Polonais s'engagent à enlever le jeune tsar qui vit dans un monastère.

### Acte 3
La cabane de Soussanine
Soussanine et son fils adoptif Vania s'engagent à défendre le nouveau tsar. Soussanine bénit Sobinine et Antonida pour leur mariage à venir quand un détachement de soldats polonais arrive avec éclat, exigeant de savoir où se trouve le monastère où vit le tsar. Soussanine envoie Vanya pour avertir le tsar tandis que lui, Soussanine, conduit les soldats hors des sentiers, dans les bois. Antonida est désespérée. Sobinine rassemble quelques hommes pour aller au secours de Soussanine.

### Acte 4
Une forêt dense
Sobinine rassure ses hommes de la justesse de leur mission. La nuit tombe. Dans une partie de la forêt près d'un monastère, Vanya frappe à la porte et prévient les habitants du danger que court le tsar. Soussanine a conduit les troupes polonaises dans une zone de la forêt couverte de neige et infranchissable. Un feu est allumé pour la nuit. Soussanine resté seul décide de donner sa vie pour sauver son pays. Les Polonais s'éveillent. Soussanine leur révèle qu'il les a délibérément attirés dans la partie la plus perdue de la forêt. Le Tsar est sauf et loin. Quand les Polonais se rendent compte que Soussanine les a trompés, ils le tuent.

### Épilogue
Place Rouge, à Moscou

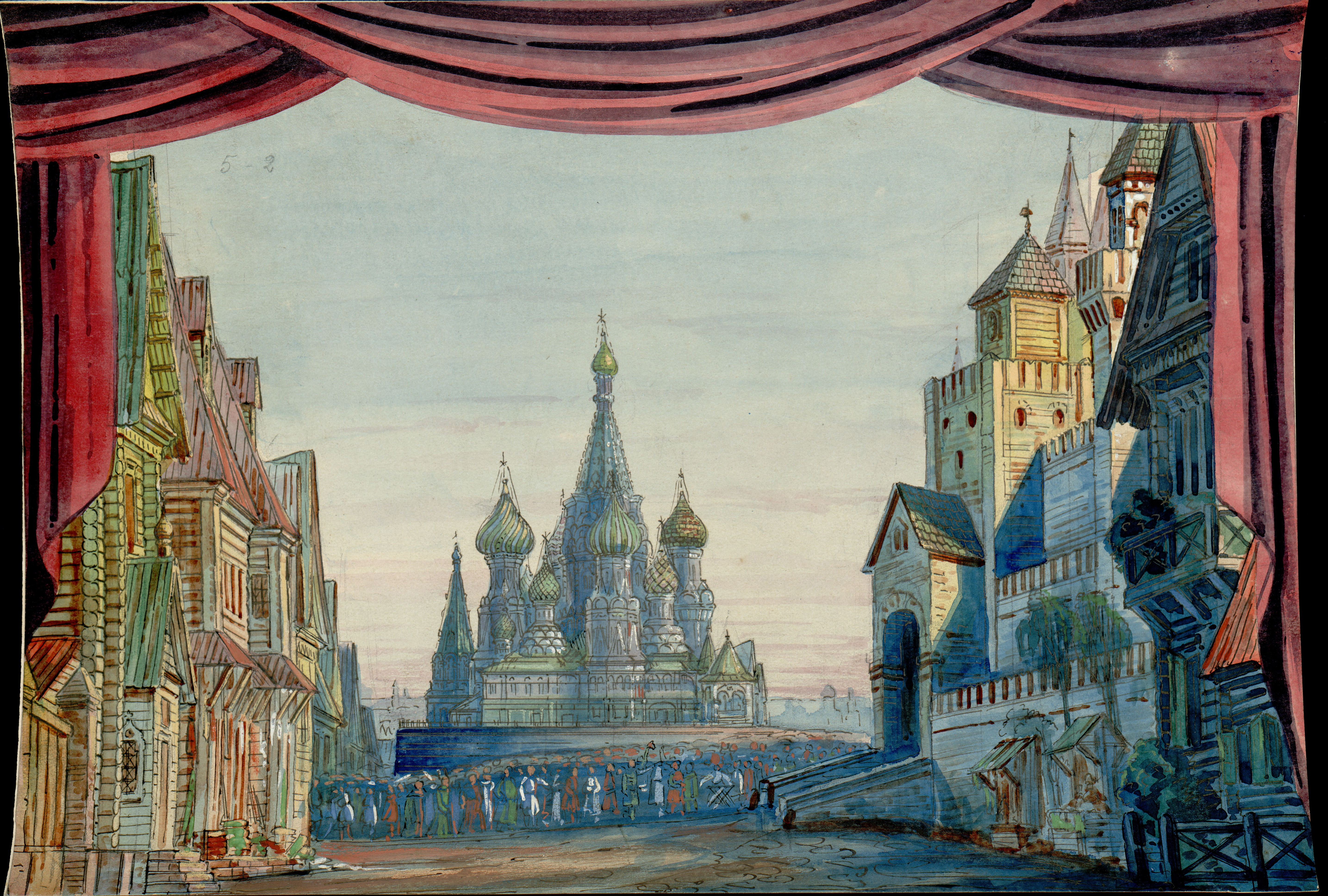
Scénographie pour l'épilogue

La foule chante les louanges du tsar. Antonida, Vania et Sobinine sont là. La nouvelle de la mort de Soussanine arrive. La foule partage la peine de la famille. Un détachement de troupes russes vient à eux et, après avoir découvert leur lien avec Soussanine, les réconforte. Devant le Kremlin, le cortège du tsar pénètre dans la capitale.

## Instrumentation
| Bois                                                                                         |
| -------------------------------------------------------------------------------------------- |
| 2 flûtes 2 hautbois (le 2e joue du cor anglais) 2 clarinettes (en si bémol et la), 2 bassons |
| Cuivres                                                                                      |
| 4 cors, 2 trompettes, 3 trombones ; 1 ophicléide                                             |
| Percussions                                                                                  |
| timbales, carillon tubulaire                                                                 |
| Cordes                                                                                       |
| premiers violons, seconds violons, altos, violoncelles, contrebasses                         |
| harpe                                                                                        |

En coulisse, il y a deux ensembles de vents, une clarinette en la, une trompette, un caisse claire, et des cloches.
Certaines sections sont écrites pour l'orchestre au complet, en particulier les danses.
Le finale, une pièce populaire jouée dans les concerts patriotiques et autres occasions, peut être arrangé pour une harmonie militaire avec les cloches et les trompettes chromatiques mais aussi pour la balalaïka et l'accordéon Bayan.

## Enregistrements
- 1947, Alexandrer Melik-Pacheïev (chef d'orchestre), Orchestre et Chœur du Théâtre Bolchoï, Maxime Mikhaïlov (Ivan Soussanine), Natalia Spiller (Antonida), Gueorgui Nelepp (Bogdan Sobinine), Elizaveta Antonova (Vania), Fiodor Svetlanov (Sigismund roi de Pologne), Sergueï Khosson (soldat russe), Ivan Skobtsov (messager polonais)

- 1956, Oscar Danon (chef d'orchestre), Chœur de l'Armée Yougoslave et Orchestre de l'Opéra National de Belgrade; Miro Changalovich (Soussanine); Maria Glavachevich (Antonida) ; Militza Miladinovich (Vania) ; Drago Startz (Sobinine). Decca LP set, no. LXT5173-6.  There is no copyright date on the record labels, but the box states 'Printed in England, 56/4', hence a probable release date of 1956.

- 1957, Igor Markevitch (chef d'orchestre), Artistes et Chœurs de l'Opéra de Belgrade (Chef des Chœurs : Oscar Danon); Orchestre de l'Association des Concerts Lamoureux ; Boris Christoff, Basse:(Ivan Soussanine) ; Teresa Stich-Randall, soprano : (Antonida) ; Nicolai Gedda, ténor : (Bogdane Sobinine) ; Mela Bugarinovitch, contralto : (Vania). Enregistré à Paris du 26 novembre au 18 décembre 1957.

- 1986, Ivan Marinov (chef d'orchestre), Orchestre de l'Opéra National de Sofia, Chœur de l'Opéra National de Sofia ; Nicola Ghiuselev (Ivan Soussanine), Elena Stoyanova (Antonida), Cristina Angelakova (Vania), Roumen Doikov (Sabinine), Dimiter Stanchev, Angel Petkov.

- 1989, Emil Tchakarov (chef d'orchestre), Chœur de l'Opéra National de Sofia (chefs de chœur : Lyubomir Karoleev et Hristo Kazandjiev) ; Orchestre du Festival de Sofia ; Boris Martinovich (Ivan Soussanine) ; Alexandrina Pendachanska (Antonida) ; Chris Merritt (Sobinine) ; Stefania Toczyska (Vanya) ; Stoil Georgiev (commandant du détachement polonais) ; Mincho Popov (messager polonais) ; Konstantin Videv (commandant du détachement russe). Enregistré à Sofia (Hall 1, Palais national de la Culture) les 9–15 septembre 1989.

- 1992, Alexandre Lazarev (chef d'orchestre), Orchestre et Chœur du Théâtre Bolchoï, Evgueny Nesterenko (Ivan Soussanine), Marina Mescheriakova (Antonida),  Alexandre Lomonossov (Bogdan Sobinine), Elena Zaremba (Vania), Boris Bejko (Sigismond, roi de Pologne). Kultur/NVC Arts DVD